# Gaëlle Potel
Gaëlle Potel (ur. 20 maja 1972) – francuska judoczka. Startowała w Pucharze Świata w latach 1989–1993, 1996–1998 i 2000. Zajęła siódme miejsce na mistrzostwach Europy w 1996 i 1997, a także zdobyła trzy złote medale w drużynie. Trzecia na MŚ juniorów w 1990. Mistrzyni Europy juniorów w 1989, druga w 1988 i 1990. Mistrzyni Francji w 1996 i 2001 roku.